# Солфорд
Вижте пояснителната страница за други значения на Солфорд.
Со̀лфорд (на английски: Salford, звуков файл и буквени символи за произношение ) е град в Северозападна Англия, част от общинското графство Голям Манчестър. Разположен е в завой на река Ъруел, която го отделя от град Манчестър. Населението му е около 73 000 души (2001).

## Известни личности
Родени в Солфорд
- Джеймс Джаул (1818 – 1889), физик
- Пол Скоулс (р. 1974), футболист
- Джоан Уоли (р. 1964), киноактриса
- Никълас Хайъм (1961 – 2024), математик

Починали в Солфорд
- Итън Ходжкинсън (1789 – 1861), инженер